# Конрад Волф
Конрад Волф (на немски: Konrad Wolf; Хехинген, 20 октомври 1925 г. – Източен Берлин, 7 март 1982 г.) е немски филмов режисьор. Той е син на писателя, лекар и дипломат Фридрих Волф и по-малък брат на шпионина на ЩАЗИ Маркус Волф.

## Биография
Конрад Фридрих Волф е роден на 20 октомври 1925 г. в Хехинген (Вюртемберг), баща му е Фридрих, а майка му Елзе Волф (по баща Драйбхолц). Фридрих Волф (1888 – 1953) е лекар, натуропат, писател, комунист, а майката е немската еврейка Елзе Волф (1898 –1973). Той и семейството му напускат Германия и отиват в Москва, когато нацистката партия идва на власт през 1933 г. Там Волф влиза в близък контакт със съветското кино. На 10-годишна възраст играе поддържаща роля във филма „Боец“, заснет сред немски комунистически емигранти в Москва. Той и брат му посещават училището „Карл Либкнехт“ в Москва. На 17-годишна възраст се присъединява към Червената армия и през 1945 г. е в от една от първите войскови части, достигнали Берлин. Остава в Съветската армия до 1948 г. По-късно той изобразява тези събития във филма от 1968 г. „Аз съм новак“.
Малко след войната Волф се завръща в Москва, където учи във ВГИК. Филмът му от 1959 г. „Звезди“ печели Голямата награда на журито на Международния филмов фестивал в Кан през 1959 г. През 1961 г. филмът му „Професор Мамлок“ е избран за официалната секция на Московския международен филмов фестивал, където печели Златната награда. Филмът му от 1971 г. „Гоя – Дългият път на чудотвореца“ печели специалната награда на същия Московски филмов фестивал.
По-късно работи като филмов режисьор в DEFA. Той е президент на Академията по изкуства на ГДР в Берлин от 1965 г. до смъртта си през 1982 г.
През 1978 г. е член на журито на 28-ия берлински международен филмов фестивал. През 1980 г. филмът му „Соло Съни“ е показан в официалната секция на Берлинале.
Женен е за актрисата Кристел Боденщайн от 1960 до 1978 г.

## Фимография
| Заглавие                       | От   |
| ------------------------------ | ---- |
| Веднъж е никога                | 1954 |
| Възстановяване                 | 1956 |
| Лиси                           | 1957 |
| Звезди                         | 1959 |
| Души с крила                   | 1960 |
| Професор Мамлок                | 1961 |
| Разделен рай                   | 1964 |
| Малкият принц                  | 1966 |
| Бях на деветнадесет            | 1968 |
| Гоя – Дългият път към знанието | 1971 |
| Голият мъж на спортното игрище | 1974 |
| Мамо, жив съм                  | 1976 |
| Соло Съни                      | 1979 |